# Мендзилесь (Млавський повіт)
Мендзилесь (пол. Międzyleś) — село в Польщі, у гміні Дзежґово Млавського повіту Мазовецького воєводства.
Населення — 110 осіб (2011).
У 1975-1998 роках село належало до Цехановського воєводства.

## Демографія
Демографічна структура станом на 31 березня 2011 року:
|          | Загалом | Допрацездатний вік | Працездатний вік | Постпрацездатний вік |
| -------- | ------- | ------------------ | ---------------- | -------------------- |
| Чоловіки | 54      | 16                 | 30               | 8                    |
| Жінки    | 56      | 13                 | 28               | 15                   |
| Разом    | 110     | 29                 | 58               | 23                   |